# Drosophila potamophila
Drosophila potamophila är en tvåvingeart som beskrevs av Masanori Joseph Toda och Peng 1989. Drosophila potamophila ingår i släktet Drosophila och familjen daggflugor.
Artens utbredningsområde är provinsen Guangdong i Kina.